# 一瞬しかない
一瞬しかない（いっしゅんしかない）は、日本の女性アイドルグループ。EASEL所属（サンミュージックプロダクションと業務提携）。

## 概要
2018年12月結成、2019年1月14日ライブデビュー。東京を中心にライブ活動を行っている。
サウンドプロデュースは羊毛とおはな、転校生（水本夏絵）を手がけた塚本りょう。
田中紘治（AqbiRec代表、MIGMA SHELTER、グーグールル、NILKLYディレクター）、田家大知（ゆるめるモ!運営）、慎秀範（ヤなことそっとミュート運営）が審査員を務めたオーディションによって生まれた。
キャッチフレーズは「だれかの『心のやらかい場所』に。」
2025年10月19日の公演をもって活動を終了予定。

## 略歴

### 2018年
- 12月22日 - メンバー発表[4]。

### 2019年
- 1月14日 - 青山月見ル君想フにて昼・夜お披露目ライブ「初めてのミニワンマンライブ ～かかとあげて～」「初めての対バン企画 ～勇気ください～」開催[5]。
- 2月17日 - 主催対バンライブ「一瞬しかないの『今日も何かの記念日』」を渋谷O-nestで初開催。
- 3月4日 - 「吉田豪×南波一海の"このアイドルが見たい" 2019初雷」に出演。
- 5月31日 - 湊ハルが脱退[6]。
- 6月9日 - 渋谷O-nestにて新メンバー（香野夏芽）お披露目ワンマンライブ[7]。
- 7月15日 - 第1弾シングルCD「ここから始まる物語」発売開始。新宿SAMURAIにてリリースイベント。
- 7月16日 - メンバーの「不破フリル」が「仆破フリル」へ改名（読みは「ふわ」で変わらず）[8]。
- 11月4日 - 第2弾シングルCD「twinkle/雪と宇宙」発売開始。青山月見ル君想フにてリリースイベント。
- 12月1日 - 新宿ROCK CAFE LOFTにてトークイベント「一瞬では終わらないはなし」開催。

### 2020年
- 1月12日 - 青山月見ル君想フにて新メンバー（銀海）発表[9]。
- 1月25日 - 青山月見ル君想フにて新メンバー（銀海）お披露目ライブ。
- 4月6日 - 夕凪響子が「南波一海のヒアヒア」に出演。
- 6月9日 - 夕凪響子、香野夏芽の脱退を発表[10]。

### 2021年
- 1月10日 - 青山月見ル君想フにて新メンバー（晴後すずめ）お披露目ライブ。
- 10月20日、『矢口真里の火曜The NIGHT』（ABEMA）に出演[11]。
- 11月7日、青山月見ル君想フにて新メンバー（こだまよ）お披露目ライブ。

### 2022年
- 3月3日、こだまよの契約を解除[12]。
- 4月24日、青山月見ル君想フ「一瞬しかないの「ビバ！新生活！はじめまして記念日FREEEE！」」にて喫茶めい復帰[13]。
- 7月6日、ファーストアルバム「一瞬しかないの『ファーストアルバム』！」発売。
- 7月8日、SKYWAVE FM（89.2MHz）レギュラーラジオ番組「一瞬しかないRadio！」放送開始[14]。
- 11月5日、『南波一海のアイドル三十六房』初出演[15]。
- 12月27日、「一瞬しかないの『ファーストアルバム』！」が「南波一海のアイドル三十六房 年忘れ！R−グランプリ」2022年アルバム部門グランプリ第1位[16]。

### 2023年
- 4月30日、青山月見ル君想フで開催の「フリルと銀海の卒業記念日」にて、仆破フリル、銀海が卒業。
- 6月27日、公式Twitterにて喫茶めいが6月30日付で脱退することを発表[17]。
- 7月27日、公式Twitterにて9月10日に新メンバーお披露目&すずめ生誕「みんなおめでとう記念日」開催を発表[18]。
- 9月1日、新メンバーとして、乙坂ハオ、平野なずな、永井瞳子の加入を発表[19][20][21]。
- 9月10日、青山月見ル君想フで開催の「一瞬しかないの「みんなおめでとう記念日」」にて、乙坂ハオ、平野なずな、永井瞳子が加入。

### 2024年
- 1月20日、「一瞬しかないの「創立記念日」2024」にて「エフェメラル」初披露[22]。
- 4月16日、乙坂ハオが5月26日のワンマンライブをもって脱退を発表[23]。
- 5月26日、「一瞬しかないの「今日も何かの記念日」～5月の別れ～」にて、乙坂ハオ脱退。
- 9月29日、青山月見ル君想フで開催の「一瞬しかないの「新メンバーお披露目記念日」2024」にて、黒木蘭香、宇野さくらが加入。
- 10月20日、「一瞬しかないの「秋の新曲お披露目記念日」2024」にて「カイエ」初披露。
- 11月12日、宇野さくらが体調の問題により活動辞退[24]。
- 11月16日、「一瞬しかないの「冬の新曲お披露目記念日」2024」にて「花束とファンファーレ」初披露。

### 2025年
- 2月20日-24日、元メンバーの土岐玉美（仆破フリル）出展の写真展に永井瞳子が被写体・イベント参加[25][26]。
- 2月21日、当月卒業予定であった平野なずなの契約を解除[27]。
- 3月20日-23日、晴後すずめが『Mother ～特攻の母 鳥濱トメ物語～』（新国立劇場）にて初の舞台出演[28]。
- 3月29日、同年10月19日の公演をもって活動終了することを発表[3]。現メンバーの晴後すずめはアイドル活動を卒業し、永井瞳子・黒木蘭香は後継に始動する新グループに参加して活動を継続する[3]。
- 6月16日、後継グループ名「ki・o・ku」（キオク）を発表[29]。

## メンバー
| 名前                        | 誕生日  | 備考              |
| --------------------------- | ------- | ----------------- |
| 晴後 すずめ はれのち すずめ | 9月13日 | 2021年1月10日加入 |
| 永井 瞳子 ながい とうこ     | 9月28日 | 2023年9月10日加入 |
| 黒木 蘭香 くろき らんか     | 9月14日 | 2024年9月29日加入 |

### 元メンバー
| 名前                        | 誕生日   | 備考                                                                                                |
| --------------------------- | -------- | --------------------------------------------------------------------------------------------------- |
| 湊 ハル みなと ハル         |          | オリジナルメンバー。2019年5月31日脱退                                                               |
| 夕凪 響子 ゆうなぎ きょうこ | 8月17日  | オリジナルメンバー。2020年6月9日脱退 2022年8月20日comに加入（「陽凪 響子」）                        |
| 香野 夏芽 こうの なつめ     | 7月29日  | 2019年6月9日加入、2020年6月9日脱退                                                                  |
| こだまよ                    |          | 2021年11月7日加入、2022年3月3日契約解除                                                             |
| 仆破 フリル ふわ フリル     | 9月13日  | オリジナルメンバー。2019年7月16日「不破 フリル」より改名 2023年4月30日脱退                          |
| 銀海 ぎんか                 | 7月4日   | 2020年1月21日加入、2023年4月30日脱退                                                                |
| 喫茶 めい きっさ めい       | 10月17日 | オリジナルメンバー。2021年7月より休養 2022年4月24日復帰、同年9月より再び休養、2023年6月30日付で脱退 |
| 乙坂 ハオ おとさか はお     | 2月2日   | 2023年9月10日加入、2024年5月26日脱退（以降もスタッフとして参加）                                    |
| 宇野 さくら うの さくら     | 2月13日  | 2024年9月29日加入、2024年11月12日脱退                                                               |
| 平野 なずな ひらの なずな   | 12月9日  | 2023年9月10日加入、2025年2月21日契約解除                                                            |

## ディスコグラフィ

### CD-R
- ここから始まる物語（はじめてのレコーディングver）

### シングルCD
| # | 発売日        | タイトル                              | 品番      | 収録曲 | 備考                                                                |
| - | ------------- | ------------------------------------- | --------- | --- | ------------------------------------------------------------------- |
| 1 | 2019年7月15日 | ここからはじまる物語 c/w 眩しいねッ！ | EASL-3001 | 1. 一瞬しかないラジオ① 2. ここから始まる物語 3. 一瞬しかないラジオ② 4. 眩しいねッ！ 5. 一瞬しかないラジオ③         | 7月12日 配信／サブスク先行配信 （一瞬しかないラジオはCD版のみ収録） |
| 2 | 2019年11月4日 | twinkle/雪と宇宙                      | EASL-3002 | 1. 一瞬しかないラジオ① 2. twinkle 3. 一瞬しかないラジオ② 4. 一瞬しかないラジオ③ 5. 雪と宇宙 6. 一瞬しかないラジオ④ | 11月1日 配信／サブスク先行配信 （一瞬しかないラジオはCD版のみ収録） |

### アルバム
| # | 発売日       | タイトル                               | 品番      | 収録曲 | 備考                                                                         |
| - | ------------ | -------------------------------------- | --------- | --- | ---------------------------------------------------------------------------- |
| 1 | 2022年7月6日 | 一瞬しかないの『ファーストアルバム』！ | EASL-3003 | 1. ここからはじまる物語【あかるい未来！編】 2. わたしのプリズム 3. 眩しいねッ!【ウキウキ！ドリーミンの巻】 4. きっと君を好きになる 5. 今日を生きよう 6. 一瞬しかないラジオ 7. 恋する温泉ガール 8. 雪と宇宙（アルバム・ヴァージョン） 9. この年のクリスマスに（アルバム・ヴァージョン） 10. twinkle（アルバム・ヴァージョン） 11. 一瞬しかない（Overture） | 「わたしのプリズム」は6月10日に先行配信 （一瞬しかないラジオはCD版のみ収録） |

### カバー曲
- 太陽の下の一瞬（SWAY）※2019年6月9日 ミニワンマン『新メンバーお披露目記念日』にて初披露
- さよならするのはつらいけど（ザ・ドリフターズ）※2020年1月12日 「一瞬しかないのデビュ一1周年記念日」にて初披露

### 未音源曲
- エフェメラル　※2024年1月20日『一瞬しかないの「創立記念日」2024』にて初披露
- カイエ　※2024年10月20日『一瞬しかないの「秋の新曲お披露目記念日」2024』にて初披露
- 花束とファンファーレ　※2024年11月16日『一瞬しかないの「冬の新曲お披露目記念日」2024』にて初披露

## 出演

### ラジオ
- 一瞬しかないRadio! （SKYWAVE FM：毎週金曜日22:00〜22:59）2022年7月8日 -

### Web番組
- 矢口真里の火曜The NIGHT（2021年10月20日、ABEMA SPECIAL）
- 南波一海のアイドル三十六房（2022年11月5日、タワレコTV）

### 舞台
- Mother ～特攻の母 鳥濱トメ物語～（新国立劇場、2025年3月20日-23日）[28] - 前田笙子 役（晴後）